# If I Were Brittania I'd Waive the Rules
If I Were Brittania I'd Waive the Rules är Budgies sjätte album, släppt 1976. Albumtiteln är en ordlek med sången Rule, Britannia!.

## Låtlista
1. Anne Neggen   	4:04
2. If I Were Brittania I'd Waive the Rules   	5:50
3. You're Opening Doors   	4:14
4. Quacktors and Bureaucats   	3:52
5. Sky High Percentage   	5:52
6. Heaven Knows Our Name   	3:52
7. Black Velvet Stallion   	8:07

### 2010 remaster bonus tracks
8. You're Opening Doors (2006 version) 	3:38
9. Black Velvet Stallion (2006 version) 	7:56